# Aerials
Aerials! (англ. «Антени») — пісня американського гурту System of a Down, останній трек з їхнього другого альбому Toxicity. У серпні 2002 була видана як сингл. Тривалість альбомної версії 6:11, а синглової версії — 3:54.

## Релізи

### Aerials (Британське видання)

#### CD1
| #  | Назва                     | Автор слів      | Автор музики      | Тривалість |
| -- | ------------------------- | --------------- | ----------------- | ---------- |
| 1. | «Aerials»                 | Танкян, Малакян | Малакян           | 3:54       |
| 2. | «Toxicity» (Live Version) | Танкян          | Одадж'ян, Малакян |            |
| 3. | «P.L.U.C.K.» (Live)       | Танкян          | Малакян           |            |
| 4. | «Aerials» (Video Version) | Танкян, Малакян | Малакян           |            |

#### CD2
| #  | Назва | Автор слів      | Автор музики      | Тривалість |
| -- | --- | --------------- | ----------------- | ---------- |
| 1. | «Aerials» | Танкян, Малакян | Малакян           | 3:57       |
| 2. | «Streamline» (Альтернативна версія (Аналогічна до тої, що потрапила до саудтреку до фільму Цар скорпіонів та бутлегу Toxicity 2 - відрізняється від версії на Steal This Album! )) | Танкян, Малакян | Малакян           | 3:38       |
| 3. | «Sugar» (Live) | Танкян          | Одадж'ян, Малакян |            |

### Aerials (Australian LE)
| #  | Назва                     | Автор слів      | Автор музики      | Тривалість |
| -- | ------------------------- | --------------- | ----------------- | ---------- |
| 1. | «Aerials»                 | Танкян, Малакян | Малакян           | 3:57       |
| 2. | «Toxicity» (Live Version) | Танкян          | Одадж'ян, Малакян | 4:41       |
| 3. | «P.L.U.C.K.» (Live)       | Танкян          | Малакян           | 3:40       |

### Aerials (Макси-сингл)
| #  | Назва                     | Автор слів       | Автор музики      | Тривалість |
| -- | ------------------------- | ---------------- | ----------------- | ---------- |
| 1. | «Aerials» (Radio edit)    | Танкян, Малакян  | Малакян           | 3:54       |
| 2. | «Toxicity» (Live)         | Танкян           | Одадж'ян, Малакян |            |
| 3. | «Sugar» (Live)            | Танкян           | Одадж'ян, Малакян |            |
| 4. | «P.L.U.C.K.» (Live)       | Танкян           | Малакян           |            |
| 5. | «Aerials» (Video Version) | Танкян , Малакян | Малакян           |            |

### Aerials (Промо-сингл)
| #  | Назва     | Автор слів       | Автор музики | Тривалість |
| -- | --------- | ---------------- | ------------ | ---------- |
| 1. | «Aerials» | Танкян , Малакян | Малакян      | 3:57       |

### Aerials (7" платівка)
| #  | Назва       | Автор слів                                          | Автор музики                  | Тривалість |
| -- | ----------- | --------------------------------------------------- | ----------------------------- | ---------- |
| 1. | «Aerials»   | Танкян , Малакян                                    | Малакян                       | 3:57       |
| 2. | «Snowblind» | Geezer Butler, Tony Iommi, Ozzy Osbourne, Bill Ward | Butler, Iommi, Osbourne, Ward | 4:40       |